# کلود کیته
کلود کیته (فرانسوی: Claude Quittet‎؛ زادهٔ ۱۲ مارس ۱۹۴۱) بازیکن سابق فوتبال اهل فرانسه است.
از باشگاه‌هایی که در آن بازی کرده‌است می‌توان به باشگاه فوتبال موناکو، باشگاه فوتبال سوشو، و باشگاه فوتبال نیس اشاره کرد.
وی همچنین در تیم ملی فوتبال فرانسه بازی کرده‌است.